# 比龙 (滨海夏朗德省)
比龙（法語：Biron，法語發音：[biʁɔ̃]）是法国滨海夏朗德省的一个市镇，位于该省东部偏南，属于桑特区。

## 地理
比龙（45°34'11"N, 0°28'43"W）面积8.71 平方千米，位于法国新阿基坦大区滨海夏朗德省，该省份为法国西部滨海省份，北起旺代省，西临大西洋，南至吉倫特省，东南接多爾多涅省，东北接德塞夫勒省接壤，东临夏朗德省。
与比龙接壤的市镇（或旧市镇、城区）包括：阿维、布尼欧、沙德纳克、埃什布吕讷、蓬镇。

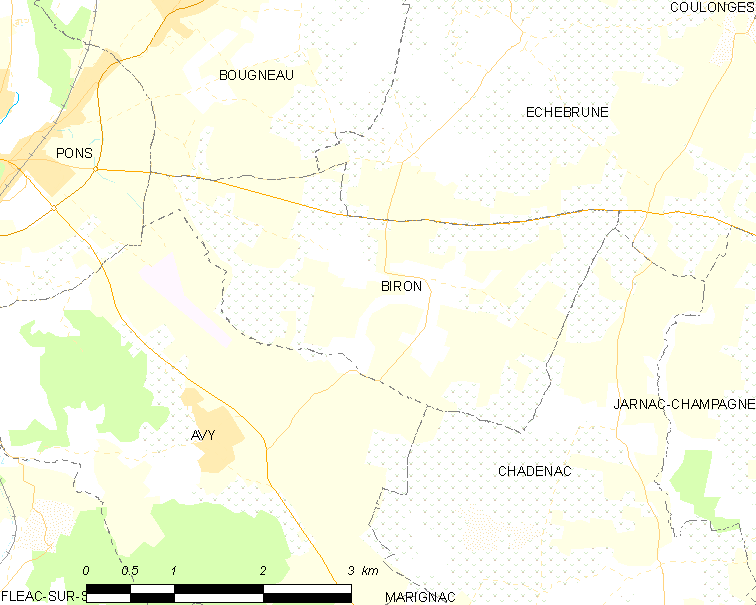
的OSM定位图

比龙的时区为UTC+01:00、UTC+02:00（夏令时）。

## 行政
比龙的邮政编码为17800，INSEE市镇编码为17047。

## 政治
比龙所属的省级选区为蓬镇县。

## 人口

1962-2008年间人口变化图示

比龙于2022年1月1日时的人口数量为240人。